# Marionette
Marionette 是皮克斯动画工作室内部开发和使用的专有动画软件，只在皮克斯内部使用，不对外销售。因此，外界对该软件的运作细节不得而知。该软件应用于皮克斯的长篇和短片动画电影的制作。
皮克斯声称 Marionette 的设计目标是让有传统动画经验的动画师觉得直观和熟悉。
皮克斯选择开发自己的专有动画软件，而不是选择可购买到的商业软件，因为这样可以根据制作需要对软件进行修改，《超人特攻隊》的附加 DVD 里提到过这样的修改，里面提到之前版本的 Marionette 不能对 Elastigirl 进行所需的拉伸动画，因此软件的开发团队开发了一个新版本。
後續軟件名為Presto(動畫軟件)。